# Tjuvar i paradiset
Tjuvar i paradiset (engelska: Trouble in Paradise) är en amerikansk romantisk komedifilm från 1932 i regi av Ernst Lubitsch. Filmen är sedan 1990 upptagen i amerikanska National Film Registry.

## Handling
Mästertjuven Gaston Monescu slår följde med ficktjuven Lily. De planerar en stöt mot parfymbolagsägarinnan Mariette Colet, och Gaston tar anställning hos henne. Problemen börjar då Gaston börjar bli kär i sitt tilltänkta offer.

## Rollista
- Miriam Hopkins - Lily
- Kay Francis - madam Mariette Colet
- Herbert Marshall - Gaston Monescu / Gaston Lavalle
- Charlie Ruggles - Major
- Edward Everett Horton - François Filiba
- C. Aubrey Smith - Adolph J. Giron
- Robert Greig - Jacques, butler
- George Humbert - kyparen
- Leonid Kinskey - kommunisten